# Емісійний інститут заморських територій Франції

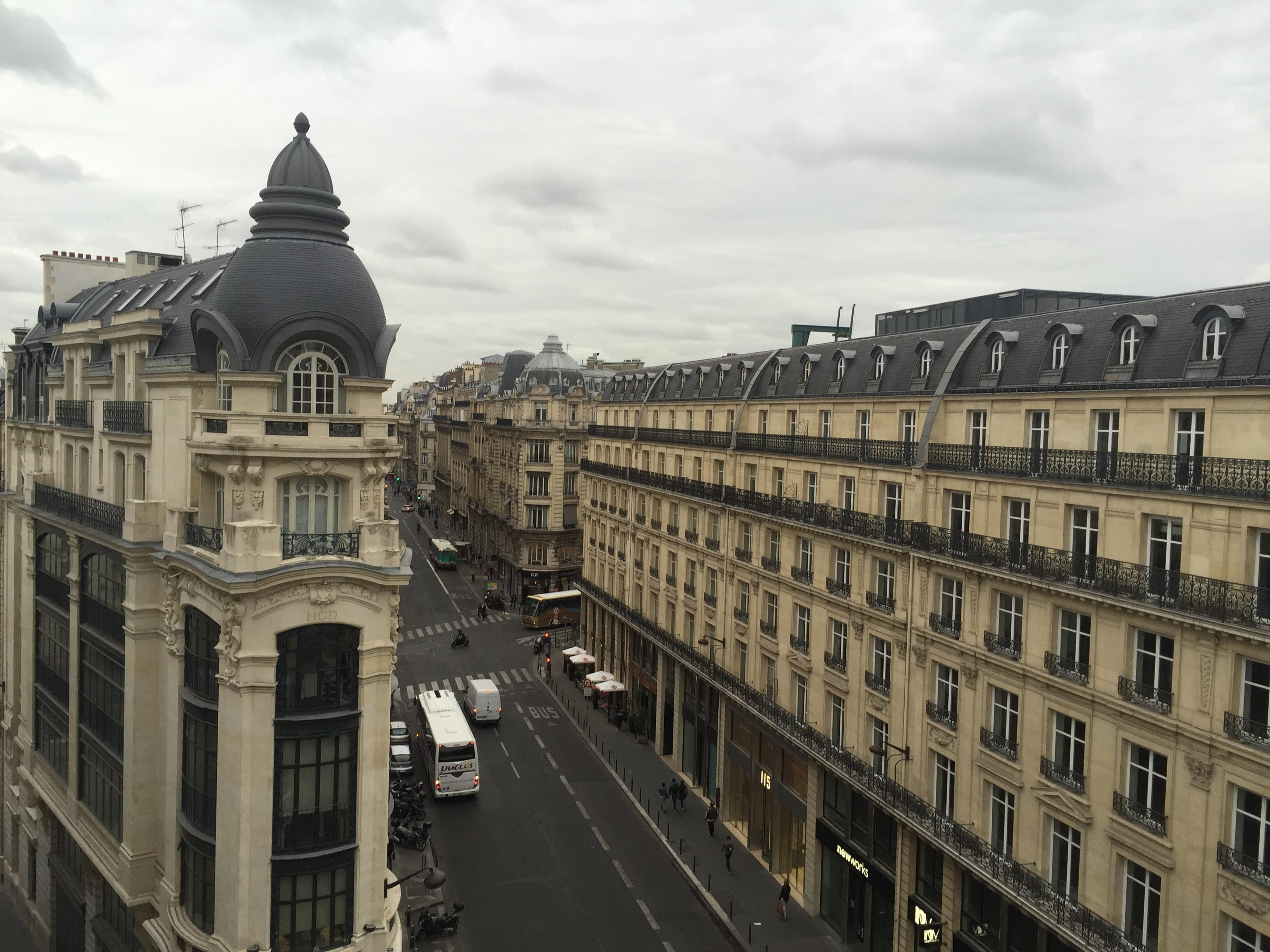
Будівля на вулиці Реомюр, 115 (праворуч), штаб-квартира IEOM

Інститут емісії іноземних валют (фр. Institut d'émission d'outre-mer, абр. : IEOM ) — французька державна установа, відповідальна за емісію грошей у французьких заморських територіях Нова Каледонія, Волліс і Футуна та Французька Полінезія, валютою яких є тихоокеанський франк (франк КФП). Штаб-квартира знаходиться в Парижі і має три філії в Нумеа, Мата-Уту та Папеете.

## Історія
З 1888 року правом емісії валюти для тихоокеанських територій Франції володів Банк Індокитаю. Банк мав розвинену філіальну мережу в Індокитаї та заморських територіях Франції. 25 вересня 1948 року було ухвалено закон, що позбавляє Банк Індокитаю прав на емісію валюти для заморських володінь Франції, але закон про діяльність Емісійного інституту заморських територій Франції ухвалили тільки 22 грудня 1966 року, отже, де-факто права емісії було передано від Банку Індокитаю до Емісійного інституту тільки 1967 року. 